# Jarovnice
Jarovnice es un municipio del distrito de Sabinov en la región de Prešov, Eslovaquia, con una población estimada a final del año 2024 de 8261 habitantes.
Se encuentra ubicado en el centro-oeste de la región, en el valle del río Torysa (cuenca hidrográfica del río Tisza).

## Demografía
| Año        | 1994 | 2004     | 2014     | 2024     |
| ---------- | ---- | -------- | -------- | -------- |
| Población  | 3377 | 4562     | 6110     | 8261     |
| Diferencia |      | +35,09 % | +33,93 % | +35,20 % |

| Año        | 2023 | 2024    |
| ---------- | ---- | ------- |
| Población  | 7992 | 8261    |
| Diferencia |      | +3,36 % |